# Шарлота Кристина фон Хоенлое-Шилингсфюрст
Шарлота Кристина фон Хоенлое-Шилингсфюрст (на немски: Charlotte Christiana von Hohenlohe-Schillingsfürst; * 6 ноември 1625; † 13 август 1677) е графиня от Хоенлое-Валденбург-Шилингсфюрст и чрез женитба графиня на Ербах-Вилденщайн и Бройберг.
Тя е петата дъщеря на граф Георг Фридрих II фон Хоенлое-Шилингсфюрст (1595 – 1635) и съпругата му графиня Доротея София фон Золмс-Хоензолмс (1595 – 1660), дъщеря на граф Херман Адолф фон Золмс-Хоензолмс (1545 – 1613) и съпругата му графиня Анна София фон Мансфелд-Хинтерорт (1562 – 1601).
Шарлота Кристина се омъжва на 22 ноември 1656 г. във Фюрстенау за граф Георг Ернст фон Ербах-Вилденщайн (1629 – 1669), син на граф Георг Албрехт I фон Ербах (1597 – 1647) и първата му съпруга Магдалена фон Насау-Диленбург (1595 – 1633). Те нямат деца. Георг Ернст умира в Клайнхойбах на 39 години.
Тя умира на 13 август 1677 г. на 51 години и е погребана при съпруга ѝ в Михелщат.